# Liste der größten Einkaufszentren Europas
Diese Liste führt die 10 größten Einkaufszentren Europas auf, geordnet nach Verkaufsflächen.
| Rang | Name                      | Land                   | Stadt     | Eröffnung | Verkaufsfläche | Gesamtfläche | Geschäfte | Parkplätze |
| ---- | ------------------------- | ---------------------- | --------- | --------- | -------------- | ------------ | --------- | ---------- |
| 1    | Mega Belaja Datscha       | Russland               | Moskau    | 2006      | 214.000 m²     | 390.000 m²   | 273       | 5.000      |
| 2    | Puerto Venecia            | Spanien                | Saragossa | 2007      | 207.000 m²     | 300.000 m²   | 250+      | 10.000+    |
| 3    | Arena Mall                | Ungarn                 | Budapest  | 2007      | 200.000 m²     | 200.000 m²   | 400+      | 15.000     |
| 4    | Shopping City Süd         | Österreich             | Vösendorf | 1976      | 192.500 m²     | 270.000 m²   | 359       | 10.000     |
| 5    | Westfield Stratford City  | Vereinigtes Königreich | London    | 2011      | 176.516 m²     |              | 250+      | 5.000      |
| 6    | Mega Chimki               | Russland               | Chimki    | 2004      | 175.000 m²     | 211.000 m²   | 250+      |            |
| 7    | MetroCentre               | Vereinigtes Königreich | Gateshead | 1986      | 173.729 m²     |              | 340       | 10.000+    |
| 8    | Marineda City             | Spanien                | A Coruña  | 2004      | 170.000 m²     |              |           |            |
| 9    | Solotoi Wawilon Rostokino | Russland               | Moskau    | 2009      | 175.000 m²     |              | 400       |            |
| 10   | Mega Telpyi Stan          | Russland               | Moskau    | 2002      | 155.000 m²     |              |           |            |